# Rubens Figueiredo
Rubens Batista Figueiredo (Rio de Janeiro, 9 de febrer de 1956) és un escriptor i traductor brasiler.

## Biografia
Graduat en traducció i interpretació en portuguès-rus a la Facultat de Lletres de la Universitat Federal de Rio de Janeiro. Ha treballat com a traductor en diverses editorials de Rio de Janeiro. Ha estat també professor de traducció literària a la Universitat Catòlica de Rio de Janeiro. Ha publicat més de set llibres com a autor, si bé ha realitzat més de quaranta traduccions de l'anglès al portuguès i del rus al portuguès. És professor d'educació secundària i d'educació bàsica per a adults.
El seu debut com a escriptor es va produir el 1986, amb la publicació de la novel·la O mistério da samambaia bailarina. L'any següent va publicar la seva segona novel·la, Essa maldita farinha. Obligat a repartir el seu temps com a escriptor amb les seves altres professions, traducció i docència, no va publicar una altra novel·la fins al 1990, any en què va presentar A festa do milênio. Quatre anys després va publicar la seva quarta obra, O livro dos lobos. El 1998 comença a publicar amb l'editorial brasilera Companhia das Letras.
La seva primera novel·la amb aquesta editorial va ser el llibre de contes As palavras secretas (1998). Aquest títol va resultar vencedor l'any següent del Prêmio Jabuti de Literatura i del Premi Artur Azevedo. El 2002 va guanyar de nou el Jabuti, aquesta vegada en la categoria novel·la, amb el seu llibre Barco seco. El 2006 va publicar Contos de Pedro i el 2010, la que és la seva darrera novel·la Passageiro do fim do dia, guanyadora del Premi São Paulo de Literatura i del Premi Portugal Telecom de Literatura.
El 2013 la seva última obra va ser traduïda al català per l'editorial Raig Verd com a Passatger del final del dia.

## Obra
- O mistério da samambaia bailarina (1986)
- Essa maldita farinha (1987)
- A festa do milênio (1990)
- O livro dos lobos (1994)
- As palavras secretas (1998)
- Barco a seco (2002)
- Contos de Pedro (2006)
- Passageiro do fim do dia (2010)

Traduccions al català
- Figueiredo, Rubens; trad. Núria Prats. Passatger del final del dia [«Passageiro do fim do dia»]. 1ª ed.  Barcelona: Raig Verd. ISBN 9788415539322.